# Temporada da NHL de 1982–83
A temporada da NHL de 1982–83 foi a 66.ª temporada da National Hockey League (NHL). Vinte e um times jogaram 80 jogos cada. Antes do início da temporada, o Colorado Rockies mudou-se para East Rutherford, New Jersey., onde passou a ser chamado New Jersey Devils. Eles também foram transferidos para a Divisão Patrick, forçando um relutante Winnipeg Jets a deixar a Divisão Norris e a ficar no lugar do Colorado na Divisão Smythe. A NHL retornaria a Colorado para a temporada 1995-96. Esta seria a última mudança de time na NHL até 1993. O Calgary Flames jogou sua última temporada no Stampede Corral antes de se mudar para o Scotiabank Saddledome, que tinha uma capacidade de 19.289 torcedores em 2009.
Os últimos jogadores da Era dos Seis Originais (antes da expansão), (Carol Vadnais, Serge Savard e Wayne Cashman) todos se aposentaram após a temporada. Cashman foi o último jogar, perdendo nas finais da Conferência Gales como membro do Bruins.
O New York Islanders ganhou sua quarta Copa Stanley seguida, varrendo pela segunda vez seguida um adversário na final, o Edmonton Oilers, por 4-0. Nenhum time das ligas profissionais norte-americanas ganhou quatro campeonatos consecutivos desde então. 

## Temporada Regular
O Boston Bruins ficou na liderança da liga, com 110 pontos. O então campeão da Copa Stanley, New York Islanders, caiu do primeiro lugar geral e terminou empatado no 6º lugar geral, enquanto o poderoso Edmonton Oilers ficou no 2º lugar geral. O Oilers estabeleceu um novo recorde, quebrando o seu próprio da temporada anterior, ao fazer 424 gols na temporada, e foi liderado pelos 196 pontos de Wayne Gretzky. O Oilers também igualou o recorde do Boston Bruins de 1970-71 de mais jogadores acima de 100 pontos em uma temporada, com Wayne Gretzky, Glenn Anderson, Jari Kurri e Mark Messier todos atingindo o feito.

### Classificação final
Nota: J = Partidas jogadas, V = Vitórias, D = Derrotas, E = Empates, Pts = Pontos, GP = Gols pró, GC = Gols contra, PEM=Penalizações em minutos

Times que se classificaram aos playoffs estão destacados em negrito

#### Conferência Príncipe de Gales
| Divisão Adams      | J  | V  | D  | E  | Pts | GP  | GC  | PEM  |
| ------------------ | -- | -- | -- | -- | --- | --- | --- | ---- |
| Boston Bruins      | 80 | 50 | 20 | 10 | 110 | 327 | 228 | 1202 |
| Montreal Canadiens | 80 | 42 | 24 | 14 | 98  | 350 | 286 | 1116 |
| Buffalo Sabres     | 80 | 38 | 29 | 13 | 89  | 318 | 285 | 1031 |
| Quebec Nordiques   | 80 | 34 | 34 | 12 | 80  | 343 | 336 | 1648 |
| Hartford Whalers   | 80 | 19 | 54 | 7  | 45  | 261 | 403 | 1392 |

| Divisão Patrick     | J  | V  | D  | E  | Pts | GP  | GC  | PEM  |
| ------------------- | -- | -- | -- | -- | --- | --- | --- | ---- |
| Philadelphia Flyers | 80 | 49 | 23 | 8  | 106 | 326 | 240 | 1337 |
| New York Islanders  | 80 | 42 | 26 | 12 | 96  | 302 | 226 | 1266 |
| Washington Capitals | 80 | 39 | 25 | 16 | 94  | 306 | 283 | 1329 |
| New York Rangers    | 80 | 35 | 35 | 10 | 80  | 306 | 287 | 1100 |
| New Jersey Devils   | 80 | 17 | 49 | 14 | 48  | 230 | 338 | 1270 |
| Pittsburgh Penguins | 80 | 18 | 53 | 9  | 45  | 257 | 394 | 1859 |

#### Conferência Clarence Campbell
| Divisão Norris        | J  | V  | D  | E  | Pts | GP  | GC  | PEM  |
| --------------------- | -- | -- | -- | -- | --- | --- | --- | ---- |
| Chicago Black Hawks   | 80 | 47 | 23 | 10 | 104 | 338 | 268 | 1185 |
| Minnesota North Stars | 80 | 40 | 24 | 16 | 96  | 321 | 290 | 1520 |
| Toronto Maple Leafs   | 80 | 28 | 40 | 12 | 68  | 293 | 330 | 1481 |
| St. Louis Blues       | 80 | 25 | 40 | 15 | 65  | 285 | 316 | 1281 |
| Detroit Red Wings     | 80 | 21 | 44 | 15 | 57  | 263 | 344 | 1064 |

| Divisão Smythe    | J  | V  | D  | E  | Pts | GP  | GC  | PEM  |
| ----------------- | -- | -- | -- | -- | --- | --- | --- | ---- |
| Edmonton Oilers   | 80 | 47 | 21 | 12 | 106 | 424 | 315 | 1771 |
| Calgary Flames    | 80 | 32 | 34 | 14 | 78  | 321 | 317 | 1146 |
| Vancouver Canucks | 80 | 30 | 35 | 15 | 75  | 303 | 309 | 1639 |
| Winnipeg Jets     | 80 | 33 | 39 | 8  | 74  | 311 | 333 | 1089 |
| Los Angeles Kings | 80 | 27 | 41 | 12 | 66  | 308 | 365 | 1367 |

## Artilheiros
J = Partidas jogadas, G = Gols, A = Assistências, Pts = Pontos, PEM = Penalizações em minutos
| Jogador        | Time                | J  | G  | A   | Pts | PEM |
| -------------- | ------------------- | -- | -- | --- | --- | --- |
| Wayne Gretzky  | Edmonton Oilers     | 80 | 71 | 125 | 196 | 59  |
| Peter Stastny  | Quebec Nordiques    | 75 | 47 | 77  | 124 | 78  |
| Denis Savard   | Chicago Black Hawks | 78 | 35 | 86  | 121 | 99  |
| Mike Bossy     | New York Islanders  | 79 | 60 | 58  | 118 | 20  |
| Marcel Dionne  | Los Angeles Kings   | 80 | 56 | 51  | 107 | 22  |
| Barry Pederson | Boston Bruins       | 77 | 46 | 61  | 107 | 47  |
| Mark Messier   | Edmonton Oilers     | 77 | 48 | 58  | 106 | 72  |
| Michel Goulet  | Quebec Nordiques    | 80 | 57 | 48  | 105 | 51  |
| Glenn Anderson | Edmonton Oilers     | 72 | 48 | 56  | 104 | 70  |
| Kent Nilsson   | Calgary Flames      | 80 | 46 | 58  | 104 | 10  |
| Jari Kurri     | Edmonton Oilers     | 80 | 45 | 59  | 104 | 22  |

### Goleiros líderes
J = Partidas jogadas, MJ=Minutos jogados, GC = Gols contra, TG = Tiros ao gol, MGC = Média de gols contra, V = Vitórias, D = Derrotas, E = Empates, SO = Shutouts
| Jogador          | Time                | J  | MJ   | GC  | MGC  | V  | D  | E | SO |
| ---------------- | ------------------- | -- | ---- | --- | ---- | -- | -- | - | -- |
| Pete Peeters     | Boston Bruins       | 62 | 3611 | 142 | 2.36 | 40 | 11 | 9 | 8  |
| Bob Froese       | Philadelphia Flyers | 25 | 1407 | 59  | 2.52 | 17 | 4  | 2 | 4  |
| Rollie Melanson  | N.Y. Islanders      | 44 | 2460 | 109 | 2.66 | 24 | 12 | 5 | 1  |
| Billy Smith      | N.Y. Islanders      | 41 | 2340 | 112 | 2.87 | 18 | 14 | 7 | 1  |
| Pelle Lindbergh  | Philadelphia Flyers | 40 | 2333 | 116 | 2.98 | 23 | 13 | 3 | 3  |
| Murray Bannerman | Chicago Black Hawks | 41 | 2460 | 127 | 3.10 | 24 | 12 | 5 | 4  |
| Richard Sevigny  | Montreal Canadiens  | 38 | 2130 | 122 | 3.44 | 15 | 11 | 8 | 1  |
| Bob Sauve        | Buffalo Sabres      | 52 | 3110 | 179 | 3.45 | 25 | 20 | 7 | 1  |
| Eddie Mio        | N.Y. Rangers        | 41 | 2365 | 136 | 3.45 | 16 | 18 | 6 | 2  |
| Tony Esposito    | Chicago Black Hawks | 39 | 2340 | 135 | 3.46 | 23 | 11 | 5 | 1  |

## Playoffs
Até e incluindo a temporada 2010-2011, esta foi a última vez em que todos os times canadenses da NHL se classificaram para os playoffs da Copa Stanley. Este foi o único ano em que 6 times canadenses se classificaram para os playoffs da Copa Stanley. Desde a Expansão em 1968-1969, todos os times canadenses se classificaram para os playoffs da Copa Stanley 5 vezes: 1969, 1975, 1976, 1979 e 1983.

### Tabela dos Playoffs
|  | Fase preliminar | Fase preliminar       | Fase preliminar    |                       |                     | Quartas-de-final    | Quartas-de-final | Quartas-de-final |  |    | Semifinais          | Semifinais | Semifinais |  |    | Final da Copa Stanley | Final da Copa Stanley | Final da Copa Stanley |
|  |                 |                       |                    |                       |                     |                     |                  |                  |  |    |                     |            |            |  |    |                       |                       |                       |
|  | A1              | Boston Bruins         | 3                  |                       |                     |                     |                  |                  |  |    |                     |            |            |  |    |                       |                       |                       |
|  | A4              | Quebec Nordiques      | 1                  |                       |                     |                     |                  |                  |  |    |                     |            |            |  |    |                       |                       |                       |
|  | A4              | Quebec Nordiques      | 1                  |                       | A1                  | Boston Bruins       | 4                |                  |  |    |                     |            |            |  |    |                       |                       |                       |
|  |                 |                       |                    |                       | A1                  | Boston Bruins       | 4                |                  |  |    |                     |            |            |  |    |                       |                       |                       |
|  |                 |                       | A3                 | Buffalo Sabres        | 3                   |                     |                  |                  |  |    |                     |            |            |  |    |                       |                       |                       |
|  | A2              | Montreal Canadiens    | A3                 | Buffalo Sabres        | 3                   | 0                   |                  |                  |  |    |                     |            |            |  |    |                       |                       |                       |
|  | A2              | Montreal Canadiens    |                    |                       |                     | 0                   |                  |                  |  |    |                     |            |            |  |    |                       |                       |                       |
|  | A3              | Buffalo Sabres        | 3                  |                       |                     |                     |                  |                  |  |    |                     |            |            |  |    |                       |                       |                       |
|  | A3              | Buffalo Sabres        | 3                  |                       |                     |                     |                  |                  |  | A1 | Boston Bruins       | 2          |            |  |    |                       |                       |                       |
|  |                 |                       |                    |                       |                     |                     |                  |                  |  | A1 | Boston Bruins       | 2          |            |  |    |                       |                       |                       |
|  |                 | P2                    | New York Islanders | 4                     |                     |                     |                  |                  |  |    |                     |            |            |  |    |                       |                       |                       |
|  | P1              | P2                    | New York Islanders | 4                     | Philadelphia Flyers | 0                   |                  |                  |  |    |                     |            |            |  |    |                       |                       |                       |
|  | P1              |                       |                    |                       | Philadelphia Flyers | 0                   |                  |                  |  |    |                     |            |            |  |    |                       |                       |                       |
|  | P4              | New York Rangers      | 3                  |                       |                     |                     |                  |                  |  |    |                     |            |            |  |    |                       |                       |                       |
|  | P4              | New York Rangers      | 3                  |                       | P4                  | New York Rangers    | 2                |                  |  |    |                     |            |            |  |    |                       |                       |                       |
|  |                 |                       |                    |                       | P4                  | New York Rangers    | 2                |                  |  |    |                     |            |            |  |    |                       |                       |                       |
|  |                 |                       | P2                 | New York Islanders    | 4                   |                     |                  |                  |  |    |                     |            |            |  |    |                       |                       |                       |
|  | P2              | New York Islanders    | P2                 | New York Islanders    | 4                   | 3                   |                  |                  |  |    |                     |            |            |  |    |                       |                       |                       |
|  | P2              | New York Islanders    |                    |                       |                     | 3                   |                  |                  |  |    |                     |            |            |  |    |                       |                       |                       |
|  | P3              | Washington Capitals   | 1                  |                       |                     |                     |                  |                  |  |    |                     |            |            |  |    |                       |                       |                       |
|  | P3              | Washington Capitals   | 1                  |                       |                     |                     |                  |                  |  |    |                     |            |            |  | P2 | New York Islanders    | 4                     |                       |
|  |                 |                       |                    |                       |                     |                     |                  |                  |  |    |                     |            |            |  | P2 | New York Islanders    | 4                     |                       |
|  |                 | S1                    | Edmonton Oilers    | 0                     |                     |                     |                  |                  |  |    |                     |            |            |  |    |                       |                       |                       |
|  | N1              | S1                    | Edmonton Oilers    | 0                     | Chicago Black Hawks | 3                   |                  |                  |  |    |                     |            |            |  |    |                       |                       |                       |
|  | N1              |                       |                    |                       | Chicago Black Hawks | 3                   |                  |                  |  |    |                     |            |            |  |    |                       |                       |                       |
|  | N4              | St. Louis Blues       | 1                  |                       |                     |                     |                  |                  |  |    |                     |            |            |  |    |                       |                       |                       |
|  | N4              | St. Louis Blues       | 1                  |                       | N1                  | Chicago Black Hawks | 4                |                  |  |    |                     |            |            |  |    |                       |                       |                       |
|  |                 |                       |                    |                       | N1                  | Chicago Black Hawks | 4                |                  |  |    |                     |            |            |  |    |                       |                       |                       |
|  |                 |                       | N2                 | Minnesota North Stars | 1                   |                     |                  |                  |  |    |                     |            |            |  |    |                       |                       |                       |
|  | N2              | Minnesota North Stars | N2                 | Minnesota North Stars | 1                   | 3                   |                  |                  |  |    |                     |            |            |  |    |                       |                       |                       |
|  | N2              | Minnesota North Stars |                    |                       |                     | 3                   |                  |                  |  |    |                     |            |            |  |    |                       |                       |                       |
|  | N3              | Toronto Maple Leafs   | 1                  |                       |                     |                     |                  |                  |  |    |                     |            |            |  |    |                       |                       |                       |
|  | N3              | Toronto Maple Leafs   | 1                  |                       |                     |                     |                  |                  |  | N1 | Chicago Black Hawks | 0          |            |  |    |                       |                       |                       |
|  |                 |                       |                    |                       |                     |                     |                  |                  |  | N1 | Chicago Black Hawks | 0          |            |  |    |                       |                       |                       |
|  |                 | S1                    | Edmonton Oilers    | 4                     |                     |                     |                  |                  |  |    |                     |            |            |  |    |                       |                       |                       |
|  | S1              | S1                    | Edmonton Oilers    | 4                     | Edmonton Oilers     | 3                   |                  |                  |  |    |                     |            |            |  |    |                       |                       |                       |
|  | S1              |                       |                    |                       | Edmonton Oilers     | 3                   |                  |                  |  |    |                     |            |            |  |    |                       |                       |                       |
|  | S4              | Winnipeg Jets         | 0                  |                       |                     |                     |                  |                  |  |    |                     |            |            |  |    |                       |                       |                       |
|  | S4              | Winnipeg Jets         | 0                  |                       | S1                  | Edmonton Oilers     | 4                |                  |  |    |                     |            |            |  |    |                       |                       |                       |
|  |                 |                       |                    |                       | S1                  | Edmonton Oilers     | 4                |                  |  |    |                     |            |            |  |    |                       |                       |                       |
|  |                 |                       | S2                 | Calgary Flames        | 1                   |                     |                  |                  |  |    |                     |            |            |  |    |                       |                       |                       |
|  | S2              | Calgary Flames        | S2                 | Calgary Flames        | 1                   | 3                   |                  |                  |  |    |                     |            |            |  |    |                       |                       |                       |
|  | S2              | Calgary Flames        |                    |                       |                     | 3                   |                  |                  |  |    |                     |            |            |  |    |                       |                       |                       |
|  | S3              | Vancouver Canucks     | 1                  |                       |                     |                     |                  |                  |  |    |                     |            |            |  |    |                       |                       |                       |

### Final
New York Islanders vs. Edmonton Oilers
| Data       | Visitante | Placar | Mandante | Placar | Notas |
| ---------- | --------- | ------ | -------- | ------ | ----- |
| 10 de maio | New York  | 2      | Edmonton | 0      |       |
| 12 de maio | New York  | 6      | Edmonton | 3      |       |
| 14 de maio | Edmonton  | 1      | New York | 5      |       |
| 16 de maio | Edmonton  | 2      | New York | 4      |       |

New York venceu a série por 4–0.

## Prêmios da NHL
| Prêmios de 1982-83 da NHL       | Prêmios de 1982-83 da NHL                       |
| ------------------------------- | ----------------------------------------------- |
| Troféu Príncipe de Galesy:      | New York Islanders                              |
| Taça Clarence S. Campbell:      | Edmonton Oilers                                 |
| Troféu Art Ross:                | Wayne Gretzky, Edmonton Oilers                  |
| Troféu Memorial Bill Masterton: | Lanny McDonald, Calgary Flames                  |
| Troféu Memorial Calder:         | Steve Larmer, Chicago Black Hawks               |
| Troféu Conn Smythe:             | Billy Smith, New York Islanders                 |
| Troféu Frank J. Selke:          | Bobby Clarke, Philadelphia Flyers               |
| Troféu Memorial Hart:           | Wayne Gretzky, Edmonton Oilers                  |
| Prêmio Jack Adams:              | Orval Tessier, Chicago Black Hawks              |
| Troféu Memorial James Norris:   | Rod Langway, Washington Capitals                |
| Troféu Memorial Lady Byng:      | Mike Bossy, New York Islanders                  |
| Prêmio Lester B. Pearson:       | Wayne Gretzky, Edmonton Oilers                  |
| Prêmio Mais/Menos da NHL:       | Charlie Huddy, Edmonton Oilers,                 |
| Troféu William M. Jennings:     | Roland Melanson/Billy Smith, New York Islanders |
| Troféu Vezina:                  | Pete Peeters, Boston Bruins                     |
| Troféu Lester Patrick:          | Bill Torrey                                     |

### Seleções da liga
| Primeiro Time                    | Posição | Segundo Time                        |
| -------------------------------- | ------- | ----------------------------------- |
| Pete Peeters, Boston Bruins      | G       | Roland Melanson, New York Islanders |
| Mark Howe, Philadelphia Flyers   | D       | Ray Bourque, Boston Bruins          |
| Rod Langway, Washington Capitals | D       | Paul Coffey, Edmonton Oilers        |
| Wayne Gretzky, Edmonton Oilers   | CC      | Denis Savard, Chicago Black Hawks   |
| Mike Bossy, New York Islanders   | PD      | Lanny McDonald, Calgary Flames      |
| Mark Messier, Edmonton Oilers    | PE      | Michel Goulet, Quebec Nordiques     |

## Estreias
Esta é uma lista de jogadores importantes que jogaram seu primeiro jogo na NHL em 1982-83 (listados com seu primeiro time, asterisco marca estreia nos playoffs):
- Gord Kluzak, Boston Bruins
- Dave Andreychuk, Buffalo Sabres
- Phil Housley, Buffalo Sabres
- Jamie Macoun, Calgary Flames
- Murray Craven, Detroit Red Wings
- Brian Bellows, Minnesota North Stars
- Craig Ludwig, Montreal Canadiens
- Mats Naslund, Montreal Canadiens
- Pat Verbeek, New Jersey Devils
- Bob Froese, Philadelphia Flyers
- Dave Poulin, Philadelphia Flyers
- Ron Sutter, Philadelphia Flyers
- Rich Sutter, Pittsburgh Penguins
- Gary Leeman*, Toronto Maple Leafs
- Michel Petit, Vancouver Canucks
- Patrik Sundstrom, Vancouver Canucks
- Milan Novy, Washington Capitals
- Scott Stevens, Washington Capitals
- Brian Hayward, Winnipeg Jets

## Últimos jogos
Esta é uma lista de jogadores importantes que jogaram seu último jogo na NHL em 1982-83 (listados com seu último time):
- Wayne Cashman, Boston Bruins
- Gilles Gilbert, Detroit Red Wings
- Reggie Leach, Detroit Red Wings
- Garry Unger, Edmonton Oilers
- Mike Murphy, Los Angeles Kings
- Rejean Houle, Montreal Canadiens
- Carol Vadnais, New Jersey Devils
- John Davidson, New York Rangers
- Ulf Nilsson, New York Rangers
- Ian Turnbull, Pittsburgh Penguins
- Jacques Richard, Quebec Nordiques
- Marc Tardif, Quebec Nordiques
- Vaclav Nedomansky, St. Louis Blues
- Ivan Hlinka, Vancouver Canucks
- Milan Novy, Washington Capitals
- Serge Savard, Winnipeg Jets

## Data limite para negociações
Data limite: 8 de março de 1983.
- 7 de março de 1983: Laurie Boschman trocado de Edmonton para Winnipeg por Willy Lindstrom.
- 8 de março de 1983: Ken Solheim trocado de Minnesota para Detroit por considerações futuras.